# 林肯·查菲
林肯·達文波特·查菲（英語：Lincoln Davenport Chafee；1953年3月26日—），是一位美國政治人物，曾任沃里克市長、羅德島州參議員及羅德島州州長。约翰·查菲之子。

## 簡介
1999年，查菲獲委任接替因病去世的父親約翰·查菲成為參議員。儘管作為共和黨員，在任參議員期間，他的政治主張被認為更偏向自由派，2002年，他是唯一一名共和黨參議員反對伊拉克戰爭。2004年美國總統選舉，他拒絕支持時任總統喬治·W·布什。2006年參議院選舉連任時，他敗給民主黨候選人，其後退出共和黨。2010年，他以無黨派身份當選羅德島州州長。
2013年，查菲正式加入民主黨。2014年，放棄連任羅德島州州長。2015年4月9日，查菲宣布他正為2016年美國總統選舉進行探索，並在2015年6月3日正式宣布參與競選。在首場初選辯論後，查菲退出初選提名。

## 外部連結
- 林肯·查菲總統競選網站 （页面存档备份，存于）